# Евърглейдс (национален парк)
Национален парк „Евърглейдс“ (на английски: Everglades National Park) се намира в Южна Флорида, САЩ.
Ландшафтът представлява субтропично пресовано мочурище с площ 6 милиона декара, оформено от 75 км широка река, течаща от средната част на Флорида до Мексиканския залив. Той е третият по големина национален парк в щатите след „Долината на смъртта“ и „Йелоустоун“.
Най-едрите обитатели на местността са алигатори, крокодили, пантери, черни мечки, речни видри и белоопашати елени. Тук се намира най-голямата популация от алигатори в САЩ. Там се срещат 2 вида саламандри: американски саламандър и сирен. Има голяма популация на костенурки. Други обитатели на парка са морските крави, ибисите, белите чапли, орли рибари, белоглавите орли, както и над 40 вида местни змии. През лятото из островчетата се срещат тропически зеброви пеперуди, изкрящите води гъмжат от риба, попови лъжички и мекотели от рода на охлювите с големина на топка за голф.
Индианците семиноли от Южна Флорида наричат Евърглейдс Пахай-оки (Тревисти води) Районът представлява залята от вода низина, Преобладаващият вид трева е режещ кладиум (вид остра трева), (Cladium mariscus) достигащ височина до 4 м.
Сърцето на Евърлейдс е плитка река, дълга 160 км, осеяна с ниски островчета. Тя води началото си от дълбокото до колене езеро Окичоби с площ 1865 кв. км.
Буйната растителност по островчетата включва вечнозелен дъб, махагон, златна слива (икако), зелева палма. Кората на мексиканската лавандула (гъмбо лимбо) е червена и се лющи като изгоряла от слънцето кожа, затова си спечелва прозвището „туристическо дърво“. Когато прииждащата вода залее режещия кладиум или пресъхне, тези островчета се превръщат в убежище за много животни.